# Gotthardbahn
La Gotthardbahn-Gesellschaft (ted. Società Ferrovia del Gottardo) era una società per azioni svizzera, nata come società ferroviaria privata ad azionariato internazionale.

## Storia
Fu costituita nel 1871 a Lucerna allo scopo di costruire ed esercire la ferrovia del Gottardo e le linee afferenti.
Il 1º giugno 1882 iniziò il suo esercizio regolare con i treni che circolavano regolarmente tra Lucerna e Milano attraverso il traforo del San Gottardo, riscuotendo ben presto un 
successo crescente sia per le tonnellate di merci trasportate sia per il numero dei viaggiatori. Infatti questa linea insieme a quella del Brennero e del Fréjus aprì per l'Italia nuove opportunità non solo culturali e turistiche, ma anche economiche, soprattutto in Piemonte e Lombardia, e per il Porto di Genova con le sue navi dirette in Sud America 
e Oriente.
La linea si caratterizzava non solo per il tracciato panoramico ma anche per la qualità dei servizi offerti, di gran lunga superiori a quelli delle altre compagnie ferroviarie concorrenti.
Per soddisfare questa clientela internazionale esigente e disposta a pagare un prezzo elevato per una maggiore comodità, disponeva di un ampio numero di carrozze di prima 
classe, e solo un anno dopo aggiunse due carrozze salone: una arredata a salottino disposta a metà treno e l'altra arredata come carrozza panoramica in coda al convoglio. 
Una curiosità di queste carrozze salone era che erano dotate di toilette per i viaggiatori. Per le altre carrozze vi era una sola toilette nel vagone bagagliaio.
Su tutte le carrozze, sulle fiancate di color rosso-bruno comparivano le cifre G.B. poi la scritta completa Gotthardbann ed infine con la nazionalizzazione del 1909 con la livrea
verde delle Ferrovie Federali Svizzere.
L'orario fino dal 1882 presentava due coppie di treni diretti una diurna e una notturna e includeva una carrozza attrezzata con letti Lucerna-Genova-Lucerna via Luino e Novara. 
Nel 1893 comparvero sui notturni Basilea-Milano e Zurigo-Milano le carrozze letto de la Compagnie Internationale des Wagons-Lits, e grazie all'accordo con i gestori dei ristoranti delle stazioni di Göschenen e Bellinzona si offriva ai passeggeri un servizio di " table d'hote " sfruttando la sosta del treno di venti minuti in quelle stazione per il rifornimento d'acqua delle locomotive.
Questo servizio cessò nel 1897 con la messa in servizio in composizione al treno di una carrozza ristorante gestita dalla Compagnie Internationale des Wagons-Lits che fece servizio fino a 1914.
Con la guerra questi servizi spariranno come pure quegli stili di vita e di viaggio dei facoltosi passeggeri di allora.
Le linee ferroviarie della società furono nazionalizzate nel 1909 e gestite dalle Ferrovie Federali Svizzere; la società venne messa in liquidazione due anni dopo.

## Rete

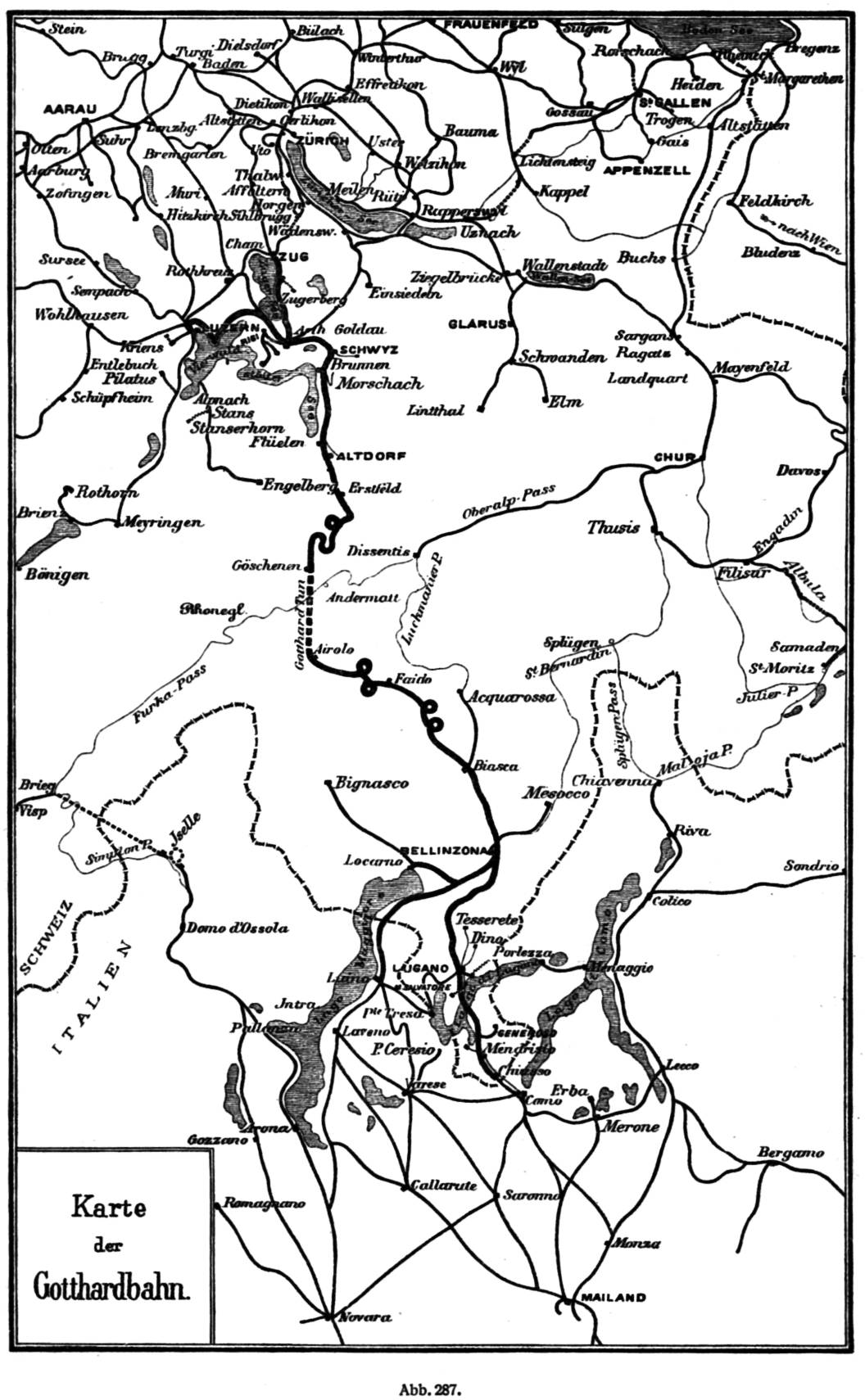
Rete

La linea principale della rete era ovviamente la Ferrovia del Gottardo (Immensee–Chiasso), aperta dal 1874 al 1882.

La società gestiva anche altre linee, afferenti alla linea principale:
- Bellinzona-Locarno, aperta nel 1874
- Cadenazzo-Luino, aperta nel 1882
- Lucerna-Immensee, aperta nel 1897
- Zugo-Arth-Goldau, aperta nel 1897

## Materiale rotabile
Nel 1882 la società possedeva 14 locomotive a vapore, 82 carrozze e 264 carri merci.